# Heatons
Heatons is een Iers warenhuis dat werd opgericht in 1946. De winkel is gespecialiseerd in mode, huishoudartikelen en sportartikelen.  In december 2020 had de keten heeft 19 winkels, 18 in de Republiek Ierland en één in de Noord-Ierse stad Enniskillen. De stad Downpatrick in Noord-Ierland was de voormalige thuisbasis van een gecombineerde Heatons en Sports Direct-winkel, net als Newtownabbey (nu alleen een Sports Direct-winkel). Heatons heeft een webshop die levert in Ierland en Noord-Ierland.
Heatons was korte tijd franchisenemer van British Home Stores en had ook een aantal winkels samen met de supermarktketen Iceland ten tijde van de entree van deze onderneming in Ierland.
Heatons werd in 2016 overgenomen door de Frasers Group (voorheen Sports Direct International). Sports Direct bezat sinds 2010 50% van de keten en had eind 2007 al een belang van 42,5%.
De nieuwere Heatons-filialen worden gebouwd met een aangrenzende Sports Direct-winkel en bestaande Heatons-winkels worden aangepast om extra ruimte te bieden aan een Sports Direct-winkel. In oudere winkels handelt Sports Direct nog onder de merknaam "Sportsworld", een voormalige merk dat in het Verenigd Koninkrijk werd gebruikt, maar die daarna nog enige tijd in Ierland werd gebruikt.
Op het hoogtepunt had Heatons meer dan 50 filialen. De meeste Heatons-filialen zijn geheel gesloten en vervangen door een filiaal van Sports Direct met aangrenzend een winkel Brand Max. Dit is een ander merk van de Frasers Group, die een deel van het voormalige assortiment van Heatons verkoopt. 
Anno 2023 heeft Heatons nog 12 filialen in Ierland en 1 filiaal in Noord-Ierland.